# 六角光通
六角光通（ろっかく みつみち、宝暦6年（1756年）8月7日 - 文化6年（1809年）5月22日）は、江戸時代中期の公卿。

## 官歴
- 明和4年（1767年）：従五位上、左京大夫
- 明和8年（1771年）：正五位下
- 安永3年（1774年）：左馬権頭
- 安永4年（1775年）：従四位下
- 安永8年（1779年）：従四位上
- 安永9年（1780年）：左近権少将
- 天明3年（1783年）：正四位下
- 明和6年（1769年）：右近権中将
- 明和7年（1770年）：従三位
- 寛政元年（1789年）：右京権大夫
- 寛政4年（1790年）：正三位、踏歌節会外弁
- 文化6年（1809年）：参議

## 系譜
- 父：六角知通
- 母：朽木衆綱の娘
- 子：六角和通
- 子：清岡長材